# Asienspiele 2034
Die 22. Asienspiele sollen vom 29. November bis zum 14. Dezember 2034 in Riad in Saudi-Arabien stattfinden.

## Vergabe
Die Vergabe erfolgte am 16. Dezember 2020 auf 39. Generalversammlung des Olympic Council of Asia (OCA). Riad erhielt den Zuschlag für 2034 nach dem es gegen Doha in der Vergabe um die Spiele 2030 unterlegen war. Es wären dies die ersten Asienspiele in Saudi-Arabien. Zuvor sollen 2029 noch die Winter-Asienspiele in Trojena stattfinden.

## Geplante Wettkampfstätten

### Qiddiya Asian Games Park
| Wettkampfstätte     | Sportarten        | Kapazität | Bemerkung     |
| ------------------- | ----------------- | --------- | ------------- |
| Qiddiya Stadium     | Fußball           | 20.000    | geplant – neu |
| Qiddiya Arena       | Basketball        | 18.000    | geplant – neu |
| E-Games Arena       | Esports           | TBA       | geplant – neu |
| E-Games Arena       | Fechten           | TBA       | geplant – neu |
| Tennis Center       | Tennis            | TBA       | geplant – neu |
| Aquatics Center     | Synchronschwimmen | 3.000     | geplant – neu |
| Aquatics Center     | Wasserspringen    | 3.000     | geplant – neu |
| Aquatics Center     | Schwimmen         | 3.000     | geplant – neu |
| Baseball Ground     | Baseball          | TBA       | geplant – neu |
| Baseball Ground     | Softball          | TBA       | geplant – neu |
| Cricket Ground      | Cricket           | TBA       | geplant – neu |
| Cycling Park        | Mountainbike      | TBA       | geplant – neu |
| BMX Park 1          | BMX-Freestyle     | TBA       | geplant – neu |
| BMX Park 2          | BMX-Rennsport     | TBA       | geplant – neu |
| Motion Stadium      | Leichtathletik    | TBA       | geplant – neu |
| Motion Stadium      | Straßenradsport   | TBA       | geplant – neu |
| White Water Stadium | Kanuslalom        | TBA       | geplant – neu |

### König Saud Universität
| Wettkampfstätte              | Sportarten          | Kapazität | Bemerkung                         |
| ---------------------------- | ------------------- | --------- | --------------------------------- |
| King Saud University Stadium | Fußball (Vorrunden) | 46.319    | Vorhanden                         |
| King Saud University Arena   | Volleyball          | 7.500     | Vorhanden                         |
| Multipurpose Hall            | Boxen               | TBA       | Vorhanden                         |
| Dome A                       | Wushu               | TBA       | Vorhanden – Umbauten erforderlich |
| Dome B                       | Sepak Takraw        | 3.000     | Vorhanden – Umbauten erforderlich |
| Hockey Stadium               | Hockey              | TBA       | geplant – neu                     |
| Rugby Stadium                | Siebener-Rugby      | TBA       | Vorhanden                         |

### Diriyah
| Wettkampfstätte   | Sportarten     | Kapazität | Bemerkung |
| ----------------- | -------------- | --------- | --------- |
| Urban Sports Park | 3×3-Basketball | TBA       | TBA       |
| Urban Sports Park | Breaking       | TBA       | TBA       |
| Urban Sports Park | Skateboarding  | TBA       | TBA       |
| Urban Sports Park | Sportklettern  | TBA       | TBA       |

### SAOC Complex
| Wettkampfstätte | Sportarten               | Kapazität | Bemerkung                         |
| --------------- | ------------------------ | --------- | --------------------------------- |
| Green Hall 1    | Handball                 | 5.189     | Vorhanden                         |
| Green Hall 2    | Wasserball               | 1.814     | Vorhanden                         |
| Bowling Center  | Bowling                  | TBA       | Vorhanden                         |
| Archery Range   | Bogenschießen (Vorrunde) | TBA       | Vorhanden – Umbauten erforderlich |
| Velodrome       | Bahnradsport             | TBA       | Vorhanden – Umbauten erforderlich |

### Riad International Convention and Exhibition Center
| Wettkampfstätte             | Sportarten      | Kapazität | Bemerkung |
| --------------------------- | --------------- | --------- | --------- |
| Hall 1                      | Turnen          | TBA       | Vorhanden |
| Hall 2                      | Badminton       | TBA       | Vorhanden |
| Hall 3                      | Tischtennis     | TBA       | Vorhanden |
| Hall 3                      | Ringen          | TBA       | Vorhanden |
| Al Duhami Equestrian Center | Dressur         | TBA       | Vorhanden |
| Al Duhami Equestrian Center | Springreiten    | TBA       | Vorhanden |
| King Fahd Cultural Center   | Gewichtheben    | TBA       | Vorhanden |
| Al Bujairi Arena            | Leichtathletik  | TBA       | Temporär  |
| Al Bujairi Arena            | Straßenradsport | TBA       | Temporär  |

### Khobar
| Wettkampfstätte                | Sportarten          | Kapazität | Bemerkung |
| ------------------------------ | ------------------- | --------- | --------- |
| Regatta Course                 | Kanurennsport       | TBA       | Vorhanden |
| Sailing Marina                 | Segeln              | TBA       | Vorhanden |
| Surfing Beach                  | Surfen              | TBA       | Vorhanden |
| Yacht Harbor                   | Freiwasserschwimmen | TBA       | Vorhanden |
| Yacht Harbor                   | Triathlon           | TBA       | Vorhanden |
| Beach Volleyball Stadium       | Beachvolleyball     | TBA       | Vorhanden |
| Prinz-Mohamed-bin-Fahd-Stadion | Fußball (Vorrunden) | 26.000    | Vorhanden |
| Prince Saud bin Jalawi Stadium | Fußball (Vorrunden) | 11.500    | Vorhanden |

### Sonstige Sportstätten
| Venue                           | Events                 | Capacity | Status                            |
| ------------------------------- | ---------------------- | -------- | --------------------------------- |
| Prince Faisal bin Fahd Stadium  | Leichtathletik         | 44.500   | Vorhanden – Umbauten erforderlich |
| Malaz Hall 1                    | Jiu Jitsu              | TBA      | Vorhanden – Umbauten erforderlich |
| Malaz Hall 1                    | Kurash                 | TBA      | Vorhanden – Umbauten erforderlich |
| Malaz Hall 1                    | Taekwondo              | TBA      | Vorhanden – Umbauten erforderlich |
| Malaz Hall 2                    | Judo                   | TBA      | geplant – neu                     |
| Malaz Hall 2                    | Karate                 | TBA      | geplant – neu                     |
| Fort Masmak                     | Bogenschießen (Finale) | TBA      | Temporär                          |
| Fort Masmak                     | Leichtathletik         | TBA      | Temporär                          |
| König-Fahd-Stadion              | Leichtathletik         | 70.200   | Vorhanden                         |
| König-Fahd-Stadion              | Eröffnungsfeier        | 70.200   | Vorhanden                         |
| König-Fahd-Stadion              | Schlussfeier           | 70.200   | Vorhanden                         |
| Janadriyah Hippodrome           | Kamelrennen            | TBA      | Vorhanden                         |
| Janadriyah Hippodrome           | Moderner Fünfkampf     | TBA      | Vorhanden                         |
| King Abdulaziz Equestrian Field | Vielseitigkeitsreiten  | TBA      | Vorhanden                         |
| Nofa Golf Resort                | Golf                   | TBA      | Vorhanden                         |
| Shooting Center                 | Schießen               | TBA      | Vorhanden                         |